# 추이톈카이
추이톈카이(중국어 간체자: 崔天凱, 병음: Cuī Tiānkǎi 최천개[*], 1952년 10월 ~ )는 중화인민공화국의 외교관이다.

## 생애와 경력
원적지는 중화인민공화국 저장성 닝보로 상하이에서 태어났다. 화둥 사범대학의 외국어 대학원을 졸업한 후 베이징 외국어대학(북경외대)에서 통역을 공부하였다.
이어서 추이톈카이는 중화인민공화국 사절단과 유엔으로 떠나 총회에서 중국어 통역으로 활동하였다.
유엔에서 5년간 일한 후에 그는 공산당원으로서 워싱턴 D. C.에 있는 존스 홉킨스 대학교의 폴 니체 고등과 국제학 대학원에서 학위를 취득하였다.
졸업 후, 추이톈카이는 중화인민공화국 외교부에 들어가 처음에 국제 기구 회의부의 부국장으로 일하다가  정보부의 대변인을 맡았다.
1997년 그는 유엔 대사 고문으로 임명되어 1999년까지 그 직에 있었다.
추이톈카이는 지속적으로 이후 10년을 통하여 정부와 일하였는 데 아시아국의 사무총장, 외교부의 보조 부장과 일본 주재 대사 같은 직위들을 지냈다.
2013년부터 2021년까지 미국 주재 중화인민공화국 대사를 역임했다.